# دينيس ديبارتولو يورك
ماري دينيس ديبارتولو يورك (بالإنجليزية: Marie Denise DeBartolo York)‏ (من مواليد 1950) هي سيدة أعمال أميركية، والمالك والرئيس المشارك لفريق كرة القدم الأمريكي سان فرانسيسكو 49، وابنة عالم البناء الراحل إدوارد جى. ديبارتولو الأب والراحلة ماري باتريشيا مونتانى دي بارتولو.

## حياتها المُبكرة
نشأت ديبارتولو في عائلة مشهورة بالتطوير العقاري. التحقت ديبارتولو بكلية سانت ماري في إنديانا، وهي كلية المرأة الكاثوليكية المتاخمة لجامعة نوتردام.

## حياتها المهنية
انضمت ديبارتولو بعد التخرج إلى شركة العائلة، شركة ديبارتولو، وأصبحت نائب الرئيس التنفيذي. أصبحت ديبارتولو في عام 1994 بعد وفاة والدها رئيسًا مشاركًا للشركة وتم بيع جميع مراكز تسوق ديبارتولو 78 78 DeBartolo.
اشترى إدوارد دي بارتولو فريق بيتسبرغ بنغوينز ودوري الهوكي الوطني، ونُصبت «ديبارتولو يورك» كمالكة ورئيسة للفريق. ترأست ديبارتولو الفريق في موسم البطولات 1990-91، وكانت ثالث امرأة تخدم كرئيس لفريق الفوز بكأس ستانلي. باعت ديبارتولو في عام 1991، السنة التالية للبطولة، فريق بيتسبرغ بنغوينز لمساعدة شركة ديبارتولو DeBartolo، التي كانت تواجه تحديات في أعقاب الانهيار العقاري لعام 1987. وفي عام 2000، اشترت ديبارتولو وزوجها فريق سان فرانسيسكو 49، وغيره من الفرق الرياضية، ثم تنازلت هي وزوجها عن إدارة الفريق لابنهم جيد يوركز

## حياتها الشخصية
تزوّجت يورك من أخصائي أمراض السرطان الأمريكي المتقاعد جون يورك. أنجب الزوجان أربعة أطفال: ولدان جيد وتوني، وابنتان جينا ومارا؛ [5] ويعيشون جميعُا في ضاحية يانجزتاون في كانفيلد بولاية أوهايو.